# Kommunionfeier
Als Kommunionfeier bezeichnet man im Deutschen einen gemeinschaftlichen Gottesdienst der katholischen Kirche, in dem den Mitfeiernden die Kommunion aus dem Tabernakel gereicht wird, gewöhnlich in Gestalt des Brotes. In der Kommunionfeier selbst gibt es also keine Darbringung der Gaben, kein Hochgebet und keine Wandlung von Brot und Wein, da die in der Kommunionfeier verwendeten Hostien in einer früheren Messfeier konsekriert wurden. Zur Kommunionfeier gehört stets ein Wortgottesdienst mit biblischen Lesungen.
Die Kommunionfeier wird geleitet von einem Priester, einem Diakon, einem Kommunionhelfer oder einem sog. Gottesdienstbeauftragten. In der Feier vom Leiden und Sterben Christi am Karfreitag bildet die Kommunionfeier den dritten Teil nach Wortgottesdienst und Kreuzverehrung.
Als Gemeinschaftsfeier ist die Kommunionfeier zu unterscheiden von der Kommunionspendung extra missam (außerhalb der Messfeier) an Einzelne, die diese in der Kirche erbitten (can. 918 CIC) oder, vor allem Kranke und Sterbende, in einer Privatwohnung, im Krankenhaus oder an sonstiger Stätte, etwa am Unfallort, empfangen (Krankenkommunion, Sterbekommunion).
Voraussetzung dieser liturgischen Vollzüge ist die Überzeugung von der bleibenden Gegenwart Christi in der Eucharistie  (mit der daraus resultierenden Praxis der eucharistischen Aufbewahrung und Verehrung) sowie vom geistlichen Nutzen der kirchlich empfohlenen „häufigen Kommunion“, das heißt des mehrmals wöchentlichen, ja täglichen Eucharistieempfangs.

## Am Karfreitag
Eine besondere gemeinschaftliche Kommunionfeier, bei der ein Bischof, Priester oder Diakon der Liturgie vorsteht, ist im römischen Ritus seit dem 7. Jahrhundert Bestandteil der Feier vom Leiden und Sterben Christi am Karfreitag, da am Sterbetag Christi keine heilige Messe gefeiert wird. Sie geht zurück auf die einst generell an Fasttagen (ohne Messfeier) übliche Möglichkeit des Empfangs der Eucharistie. Die Karfreitagsliturgie ist eingebettet in die Feier des Triduum Sacrums, der österlichem Feier von Leiden, Tod und Auferstehung Christi, die am Abend des Gründonnerstags mit der Messe vom Letzten Abendmahl beginnt und sich fortsetzt bis zur Feier der Osternacht und des Ostertages. In der Messe vom Letzten Abendmahl am Gründonnerstag werden auch die Gaben für die schlichte Kommunionfeier am Karfreitag konsekriert.
Das im deutschsprachigen Raum mancherorts praktizierte Unterlassen der Kommunionfeier am Karfreitag wird von der geltenden kirchlichen Ordnung nicht gedeckt und ist in der Liturgiewissenschaft umstritten. Der geistliche Sinn des Empfangs der Kommunion am Karfreitag ist die innige, sakramentale Vereinigung der Christgläubigen mit Leiden und Sterben Jesu Christi. Dagegen wird eingewandt, dass die Kommunionfeier „die Grundstruktur des alten Osterfastens, das Warten auf das Kommen des Auferstandenen zur österlichen Eucharistie, störend durchkreuze“.

## An Wochentagen
An gewöhnlichen Tagen des Jahres kann eine Kommunionfeier gehalten werden, etwa weil am Ort eine Eucharistiefeier – zum Beispiel wegen Priestermangels – nicht möglich ist. Dies gilt auch für Begräbnisfeiern und kirchliche Trauungen, denen ein Diakon oder ein bischöflich Beauftragter vorsteht. In Pfarrkirchen ist die Kommunionfeier an Tagen ohne Messfeier anzubieten und auch sonst, wenn eine Gruppe von Gläubigen „aus gerechtem Grund“ darum bittet. Sie ist nicht an eine bestimmte Tageszeit gebunden.
Im altkirchlichen und mittelbyzantinischen Mönchtum Palästinas fand an den gewöhnlichen Wochentagen stets eine abendliche Kommunionfeier statt. In Taizé wird an jedem Werktag am Ende des Morgenlobs die Möglichkeit zum Empfang der Kommunion aus dem Tabernakel geboten, auf Wunsch auch unter beiden Gestalten.

## An Sonntagen
Hinsichtlich der Sonntage sind innerhalb der römisch-katholischen Kirche unterschiedliche Einstellungen zu beobachten:
Die Gemeinsame Synode der westdeutschen Diözesen empfahl im Jahre 1975 für den Fall, dass an Sonntagen kein Priester anwesend sein kann, am Ort ersatzweise einen Wortgottesdienst mit Kommunionfeier zu halten. Ein entsprechendes liturgisches Modell wurde mit Nr. 370 im Gotteslob von 1975 den Gemeinden an die Hand gegeben, hier bewusst unter dem Namen „Kommunionfeier“. Das Vorbild boten die 1965 unter der Bezeichnung Stationsgottesdienst vom Heiligen Stuhl für die katholischen Diaspora der DDR probehalber erlaubten und 1967 auf die gesamte römisch-katholische Kirche ausgedehnten sonntäglichen Kommunionfeiern.
Auch das Direktorium Christi Ecclesia der Kongregation für den Gottesdienst  vom 2. Juni 1988:  „Sonntäglicher Gemeindegottesdienst ohne Priester“ (Directorium de celebrationibus dominicalibus absente presbytero) sieht für solcherart Notfall die Spendung der Kommunion an die Gemeinde vor: „Wenn eine Messe nicht möglich ist, wird der Pfarrer dafür sorgen, dass die heilige Kommunion ausgeteilt werden kann.“  „Von den verschiedenen Arten der Gottesdienste, die gemäß der liturgischen Überlieferung dann gehalten werden, wenn keine Messfeier stattfinden kann, wird der Wortgottesdienst sehr empfohlen, der – wo es angemessen erscheint – durch die Kommunion abgeschlossen werden kann. So können die Gläubigen gleichzeitig mit dem Wort und dem Leib Christi genährt werden. ,Wenn sie nämlich das Wort Gottes hören, erkennen sie, dass die Wundertaten des Herrn, die verkündigt werden, ihren Höhepunkt im Pascha-Mysterium erreichen, dessen Gedächtnis in der Messe sakramental gefeiert wird und an dem sie durch den Empfang der heiligen Kommunion teilhaben'.“ – „Die Feier eines Sonntagsgottesdienstes anstelle einer Messe besteht aus zwei Teilen: dem Wortgottesdienst und der Austeilung der Kommunion. In die Feier soll nichts eingefügt werden, was typisch für die Messe ist, vor allem keine Gabenbereitung und kein Eucharistisches Hochgebet.“ 
In Deutschland und Österreich hingegen besteht inzwischen verbreitet die Neigung oder gar Weisung der Bischöfe, bei Wortgottesdiensten (= Wort-Gottes-Feiern), die als Notlösung anstelle einer Sonntagsmesse gefeiert werden, die Kommunionausteilung zu unterlassen. Damit soll, so die Begründung, erreicht werden, dass die Gläubigen die heilige Messe und die Kommunionfeier nicht fälschlich gleichsetzen. Auch die Furcht vor einer Entklerikalisierung kann als Grund gesehen werden. In der Rahmenordnung „Liturgische Sonntagsfeier ohne Priester“ der Diözese Linz (1994) heißt es beispielsweise: „In der Frage der Kommunionspendung soll ein Weg gegangen werden, der die theologischen Bedenken gegen die Kommunionausteilung in gleicher Weise ernst nimmt wie die gewachsene Kommunionfrömmigkeit. Um die zentrale Stellung der Eucharistiefeier zu erhalten und zu fördern, kann die Kommunion gelegentlich, aber nicht regelmäßig gespendet werden. Wortgottesdienste sollen nicht mit Kommunionspendung gehalten werden, wenn am selben Tag eine Messfeier ist.“
Laut can. 918 CIC gilt ferner: Wenn Gläubige aus einem gerechten Grund um den Empfang der Kommunion außerhalb der Feier der Eucharistie bitten, „ist sie ihnen außerhalb der Messe zu spenden; dabei sind die liturgischen Riten zu beachten“. Die kirchliche Ordnung sieht für diesen Fall die Ausspendung der Kommunion nach einem vorherigen – bei Einzelpersonen kurzen bzw. bei einer Gemeinschaftsfeier erweiterten – Wortgottesdienst vor. Das zugehörige liturgische Buch trägt in seiner deutschsprachigen Ausgabe den Titel Kommunionspendung und Eucharistieverehrung außerhalb der Messe und ist Teil des Rituale Romanums (zum Text siehe unten).

## In den Ostkirchen
Eine der ostkirchlichen Entsprechungen der gemeinschaftlichen Kommunionfeier ist die Liturgie der vorgeheiligten Gaben oder Präsanktifikaten-Liturgie. Zur Liturgie in der Jerusalemer Grabeskirche gehörte einst die tägliche Kommunionfeier an Werktagen zum üblichen gemeindlichen Gottesdienst. Die nach dem Herrenbruder Jakobus benannte palästinische Form der Präsanktifikaten-Liturgie kam im Mittelalter außer Gebrauch, erlebt gegenwärtig jedoch im griechischen Raum eine gewisse Wiedergeburt. Als Kombination von Vesper und Kommunionspendung an die Gemeinde wird die Präsanktifikaten-Liturgie im byzantinischen Ritus in der Fastenzeit – bis zum 14. Jahrhundert an jedem ihrer Werktage, auch am Karfreitag – gefeiert, stets unter der Leitung eines Priesters. In der Hagia Sophia zu Konstantinopel und andernorts war einst eine Kommunionfeier auch vorgesehen für den Trauungsritus („Krönung“), für die Kaiserkrönung und die Adelphopoisis („Feier der Annahme an Bruders statt“). 
Daneben sind in den Ostkirchen verschiedene Formen der Kommunionspendung außerhalb der Messfeier üblich, die auch von einem Diakon oder, wo gegeben, von einer Diakonin vorgenommen werden. Ebenfalls gepflegt wird die Spendung der Krankenkommunion und der Sterbekommunion.

### Westkirche
Neben dem Messbuch:
- Rituale Romanum. De sacra communione et de cultu mysterii eucharistici extra Missam. Editio typica, Città del Vaticano 1973.
- Kommunionspendung und Eucharistieverehrung außerhalb der Messe. Studienausgabe. Hrsg. von den Liturgischen Instit. Salzburg, Trier, Zürich, Verlag Benziger, Einsiedeln [u. a.] 1976, ISBN 3-545-50500-0, ISBN 3-451-17478-2
- Kongregation für den Gottesdienst, Direktorium „Sonntäglicher Gemeindegottesdienst ohne Priester“ (Directorium de celebrationibus dominicalibus absente presbytero), 2. Juni 1988. (Lateinischer Text.)
- Helmuth Pree: Sonntagsgottesdienste ohne Priester. Was ist kichenrechtlich möglich?. In: Theologisch-praktische Quartalschrift 139 (1991) 30–37.
- G. Gäde: Pietá – Kommunion mit dem Gekreuzigten. Ein mystagogisches Plädoyer für die Beibehaltung der Kommunionfeier in der Karfreitagsliturgie. In: Pastoralblatt für die Diözesen Aachen, Berlin, Essen, Hildesheim, Köln, Osnabrück, Jg. 46 (1994), S. 50–56.
- M. Waltl: Von der Tugend, die Not zu lindern. Zur theologischen Legitimität priesterloser Gottesdienste mit Kommunionfeier. In: Gottesdienst 31 (1997) 145–148.
- Christoph Heizler: Wortgottesdienste mit Kommunionausteilung. Eine theologische Beurteilung und Anregungen für die Praxis. Echter, Würzburg 2003, ISBN 3-429-02558-3
- Diözesane Rahmenordnung: Liturgische Sonntagsfeier ohne Priester. Linzer Diözesanblatt 140,1 (1994) 3–6.
- François Wernert: La communion eucharistique lors des assemblées dominicales de la Parole. In: Revue des sciences religieuses 85/2 (2011) 283–298. («Le parcours historique, pastoral et théologique invite à donner un avis favorable à l’option de la communion eucharistique au sein des célébrations de la Parole»).
- Pierre Casetti, Die Kommunionfeier – wie eine Notlösung zur Chance wird. Bognanco 2019

### Ostkirchen
- S. Alexopoulos: The Presanctified Liturgy in the Byzantine Rite. A Comparative Analysis of its Origins, Evolution, and Structural Components (Liturgia Condenda 21). Peeters, Leuven 2009. ISBN 978-90-429-2109-2
- Tat’jana I. Afanas’eva: Славянская литургия Преждеосвященных Даров XII-XV вв.: текстология и язык. Sankt-Petersburg 2004. ISBN 5-288-03381-1
- Ioannes M. Phountoules: Λειτουργία προηγιασμένων δωρων ̓Ιακώβου του ̓Αδελφοθέου. Thessalonike 1979.
- Stéphane Verhelst: Les Présanctifiés de saint Jacques. In: Orientalia Christiana Periodica 61 (1995) 381–405.
- T. Parayaday: A Communion Service in the East Syrian Church. Diss. Rom: PIO 1980 (ungedruckt)